# 216 (liczba)
216 (dwieście szesnaście) – liczba naturalna następująca po 215 i poprzedzająca 217.

## W matematyce
- 216 to liczba złożona
- 216 to liczba wysoce nadmiarowa[1] 
{\displaystyle \forall n\in \mathbb {N} :(n<216\implies \sigma (n)<\sigma (216))}
- 216 to liczba niedotykalna[2]
- 216 to liczba praktyczna[3]
- 216 to liczba Nivena[4]
- 216 to liczba Friedmana[5] 
{\displaystyle 216=6^{2+1}}
- 216 to najmniejszy sześcian stanowiący sumę trzech sześcianów różnych liczb całkowitych dodatnich[6] 
{\displaystyle 216=6^{3}=3^{3}+4^{3}+5^{3}}
- 216 to najmniejsza liczba oddzielająca „bliźniacze” trójki liczb półpierwszych[7] {\displaystyle (213,214,215)} i {\displaystyle (217,218,219)}
- 216 to liczba elementów heksomina (poliomina szóstego rzędu) przy założeniu, że odbicia oraz obroty generują odrębne elementy

Dowód geometryczny wzoru

## W astronomii
- planetoida (216) Kleopatra
- galaktyka soczewkowata NGC 216
- kometa 216P/LINEAR

## W innych dziedzinach
- liczba kolorów w bezpiecznej palecie kolorów
- temperatura topnienia antracenu wyrażona w stopniach Celsjusza
- norma ISO 216
- dodatek do żywności E216 – p-hydroksybenzoesan propylu (wycofany)